# コルラセタム
コルラセタム(Coluracetam)は、ラセタム系のスマートドラッグである。田辺三菱製薬がアルツハイマー病治療薬として開発した。治験で成果が出なかった後、アメリカ合衆国のBrainCells Incが大うつ病性障害治療薬として調査し、カリフォルニア州から"Qualifying Therapeutic Discovery Program Grant"が授与された。早期第II相の臨床試験からは、大うつ病性障害と全般性不安障害の共存症に効果が見られ、BrainCells Incはこの用途でライセンス供与を行っている。虚血性網膜症、網膜や視神経の損傷の予防や治療にも効果がある可能性がある。
コルラセタムは、マウスへのフェンサイクリジン曝露後の内側中隔核でのコリンアセチルトランスフェラーゼ生産の低下を逆行させる効果があり、統合失調症の治療薬となる可能性がある。

## 作用機構
コルラセタムは、アセチルコリン合成の律速段階である高親和性コリン取り込みを促進する。コリン作動性神経毒に曝露したラットに対する単回経口投与で、学習障害を改善した研究結果がある。その後の研究では、コリン作動性神経毒処理したマウスに対し、コリントランスポーターの調節機構を変えることで長期の認知機能向上効果を誘導することが示された。